# Kheops Studio
Французская компания Kheops Studio — разработчик компьютерных игр, основанная в сентябре 2003. Сооснователем компании был Benoît Hozjan (из Cryo Interactive) — являющийся также креативным директором студии, и Stéphane Petit (из Cryo Interactive) — являющийся техническим директором. Kheops разрабатывает приключенческие игры для PC и выпустила несколько известных игр. Студия известна созданием игр по этнокультурным и историческим мотивам.

## Выпущенные игры[2]
- Egypt 3 (2004)
- Crystal Key 2 (соразработчик) (2004)
- Return to Mysterious Island (2004)
- Echo: Secrets of the Lost Cavern (2005)
- Voyage: Inspired by Jules Verne (2005)
- The Secrets of Da Vinci: The Forbidden Manuscript (2006)
- Safecracker: The Ultimate Puzzle Adventure (2006)
- Destination: Treasure Island (2006)
- Cleopatra: A Queen's Destiny (2007)
- Nostradamus: The Last Prophecy (2007)
- Dracula 3: The Path of the Dragon (2008)
- Return to Mysterious Island 2 (2009)
- The Fall Trilogy: Separation (2009)
- The Fall Trilogy 2: Reconstruction (2010)
- The Fall Trilogy 3: Revelation (2011)

## Проблема с графикой
В играх этого производителя начиная с ECHO: Secrets of the Lost Cavern и заканчивая Return to Mysterious Island II в ОС Windows Vista 64 и Windows 7 наблюдается проблема с мерцанием изображения. Проблема так и не была исправлена и на сайтах игр не упоминается. В ряде случаев помогает установка более старого видео-драйвера NVidia версии 186.18 (в случае, если у вас установлена видеокарта NVIDIA).
Return to Mysterious Island II — проблема с мерцанием экрана: ОС Windows Vista X64.
В некоторых случаях мерцание экрана наблюдается только в полноэкранном режиме. Перейти в оконный режим можно, открыв файл config.ini (находится рядом с exe-файлом игры) блокнотом и исправив строку «bFullScreen=1» на «bFullScreen=0».